# Walter Bartel

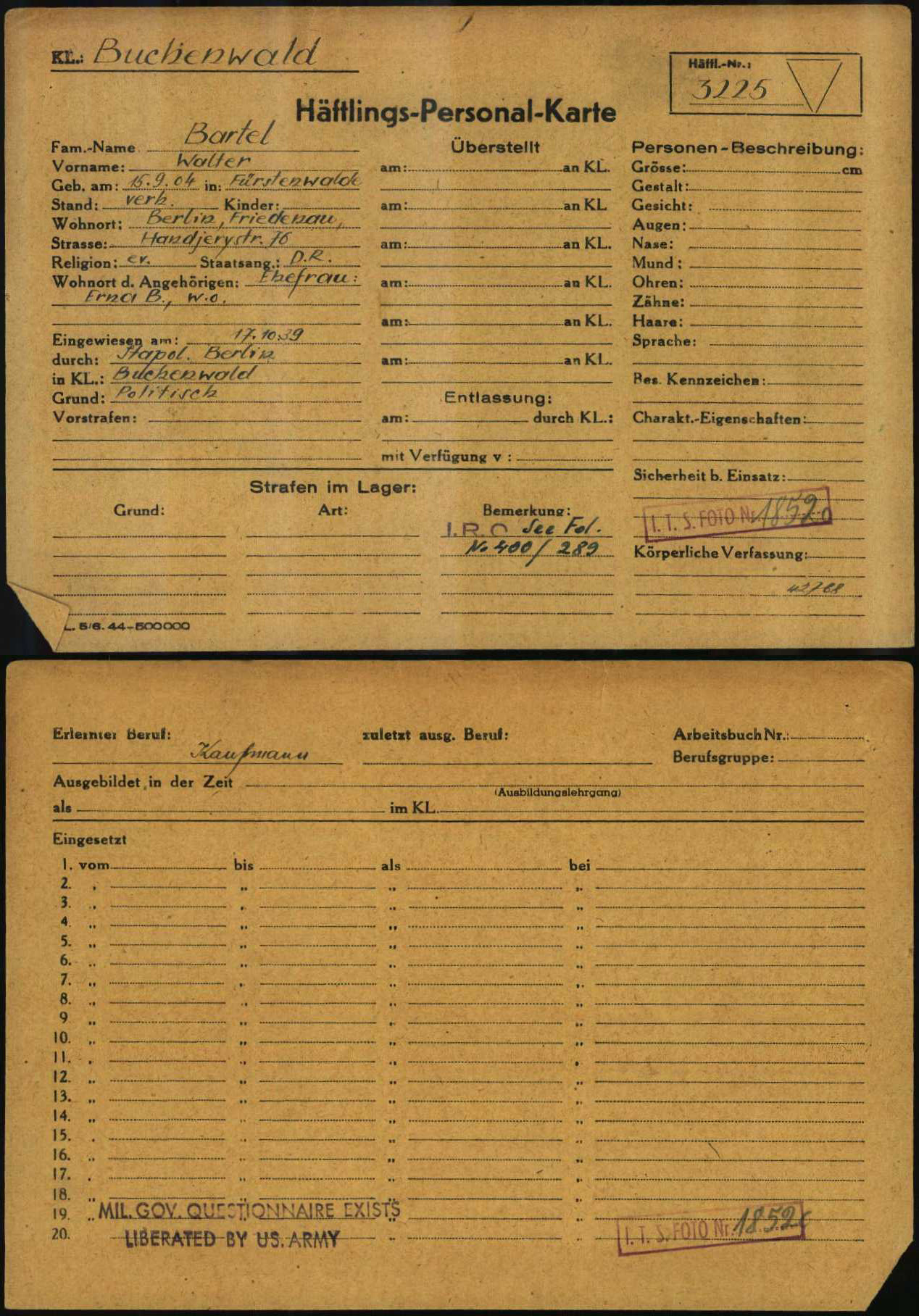
Walter Bartels registreringsdokument i Buchenwald.

Walter Bartel, född 15 september 1904 i Fürstenberg an der Havel, död 16 januari 1992 i Berlin, var en tysk marxistisk historiker och förintelseöverlevare. Han var professor i historia vid Leipzigs universitet från 1953 till 1957 och professor vid Humboldt-Universität zu Berlin från 1962 till 1967. Bartel publicerade verk om bland annat det antifascistiska motståndet inom vänsterflygeln i SPD, om Buchenwald och om Ernst Thälmann.

## Biografi
Walter Bartel gick med i Tysklands kommunistiska ungdomsförbund 1920 och tre år senare i Tysklands kommunistiska parti (KPD). År 1929 inledde han studier i marxism–leninism vid Internationella Leninskolan i Moskva.
Bartel återvände till Tyskland år 1932 och deltog i motståndet mot den tyska nazismen. För denna illegala verksamhet dömdes han 1933 till 27 månaders fängelse att avtjänas i Brandenburg-Görden Prison i Brandenburg. Därefter emigrerade Bartel till Tjeckoslovakien, där han i mars 1939 greps av de tyska ockupationsmyndigheterna. Bartel internerades i koncentrationslägret Buchenwald, där han ingick i motståndsrörelsen. Han befriades i april 1945.
Efter andra världskriget blev han medlem av Tysklands socialistiska enhetsparti och personlig rådgivare åt Wilhelm Pieck. Bartel avlade doktorsexamen och utnämndes år 1953 till professor i historia vid Leipzigs universitet. Åren 1957–1962 var han direktor för Institutet för samtidshistoria och 1962–1967 innehade han professuren i historia vid Humboldt-Universität zu Berlin. Efter sin pensionering var Bartel engagerad för Buchenwaldöverlevare; han var bland annat vice ordförande för Fédération Internationale des Résistants (FIR).